# Бой при Бакенлаагте
Бой при Бакенлаагте (англ. Battle of Bakenlaagte) — боевое столкновение, произошедшее 30 октября 1901 года во время Второй англо-бурской войны. Объединенные восточно-трансваальские силы бурских генералов Луиса Боты, Гроблера, Трихардта и Вилджоэна атаковали и разбили арьергард британской «Летучей колонны» № 3 подполковника Джорджа Бенсона.
Британская «Летучая колонна» № 3 подполковника Джорджа Бенсона, состоявшая из 2000 человек, специализировалась на ночных рейдах, терроризируя буров в Хайвельде. Она возвращалась на базу после выполнения операции по зачистке бурских ферм. Дождливая и туманная погода ухудшала видимость и затрудняла движение, из-за чего британская колонна, изредка обстреливаемая одиночными бурскими снайперами, растянулась на марше.
Генерал Бота приказал всем имеющимся бурским силам собраться в Бакенлаагте, чтобы атаковать Бенсона. По прибытии на место после 40-километрового марша Бота заметил, что растянутая колонна предоставила идеальную возможность разбить ее по частям. Он немедленно приказал большому отряду буров (800 всадников) атаковать изолированный арьергард колонны, состоявший из 210 солдат.
Арьергард колонны, при котором находился сам подполковник Бенсон, заметив приближающихся буров, занял оборонительную позицию на Ган-Хилл возле фермы Нойтгедахт и открыл огонь по атаковавшему в конном строю противнику. В течение 20 минут шла перестрелка, в результате которой арьергард колонны был уничтожен. Подполковник Бенсон был смертельно ранен.
Этот арьергардный бой дал время основной колонне развернуться и под командованием подполковника Вулс-Сэмпсона создать оборонительный периметр у фермы и вырыть окопы, что помешало атакующим буров захватить основную колонну, как планировалось изначально. Буры покинули поле боя с небольшой добычей, а британцы ночью доставили раненых на свою базу.